# 隆治乡
隆治乡，是中华人民共和国青海省海东市民和回族土族自治县下辖的一个乡镇级行政单位。

## 行政区划
隆治乡下辖以下地区：
桥头村、顶顶山村、永平村、秦家岭村、张家村、铁家村、白武家村、前山村、李家村和后山村。